# Sandboarding

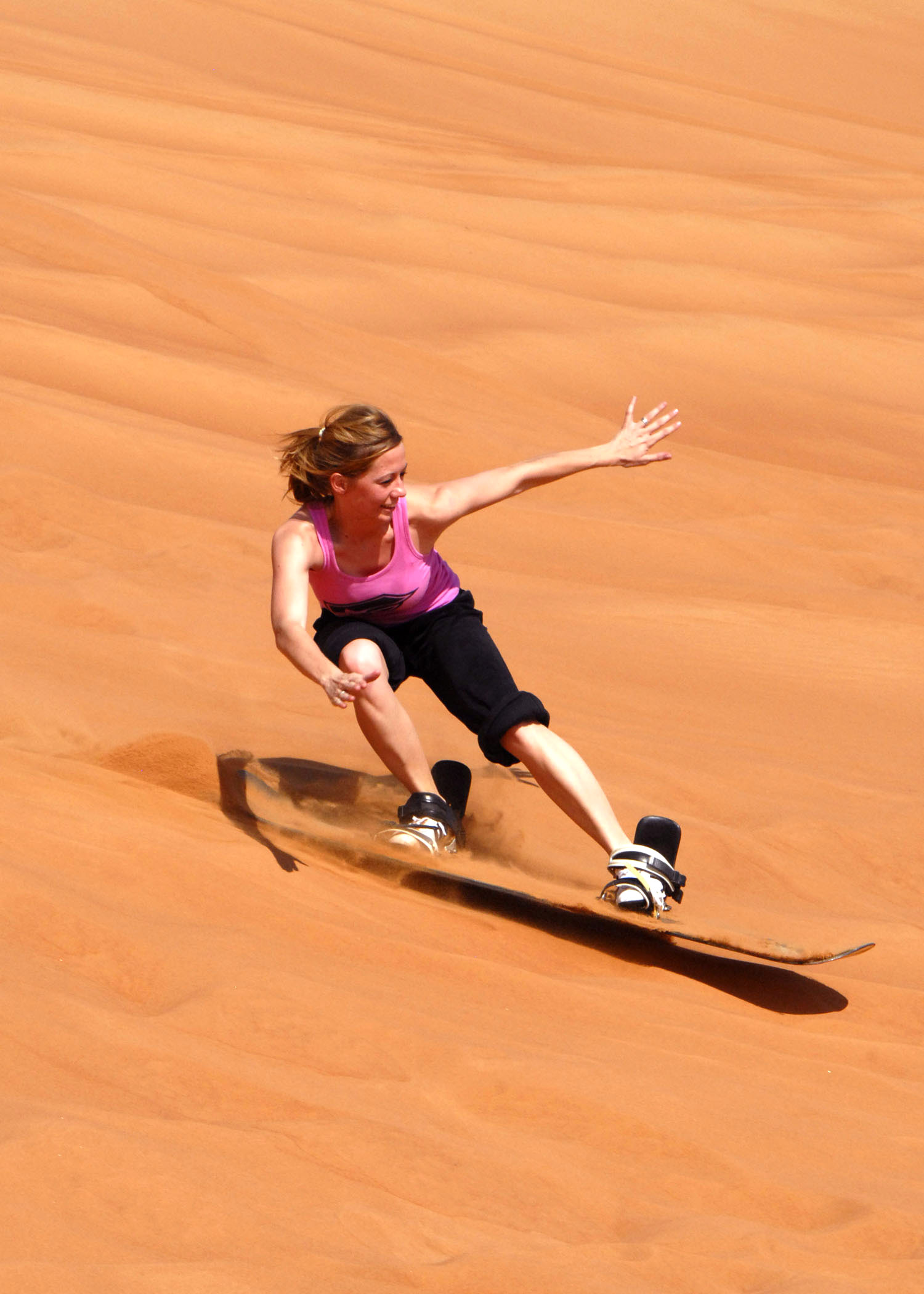
Kobieta uprawiająca sandboarding w Dubaju

Sandboarding – popularna atrakcja turystyczna w Peru i niektórych innych krajach Ameryki Łacińskiej, polegająca na zjeździe na specjalnie przygotowanej desce z piaszczystych wydm.